# 滋賀縣護國神社
滋賀縣護國神社（しがけんごこくじんじゃ）は、滋賀県彦根市にある神社（護国神社）。戊辰戦争から第二次世界大戦までの滋賀県関係の戦歿者3万4千余柱を祀る。現在は神社本庁の別表神社。

## 歴史
1869年（明治2年）、彦根の大洞龍潭寺に戊辰戦争で戦死した彦根藩士26人の霊を祀る招魂碑が建てられたのが始まりである。1875年（明治8年）、元彦根藩主井伊直憲の主唱により招魂碑を神社に改造する旨の政府の通達が出され、招魂碑を現在地に移し、翌1876年（明治9年）、同地に社殿を造営・鎮座した。
1939年（昭和14年）に内務大臣指定護国神社として「滋賀県護國神社」に改称した。太平洋戦争後の占領期に「沙々那美神社」と改称し、神社本庁の別表神社に加列されている。
日本が主権を回復した1953年（昭和28年）10月に元の社名に復した。

## 境内
- 本殿
- 祝詞舎

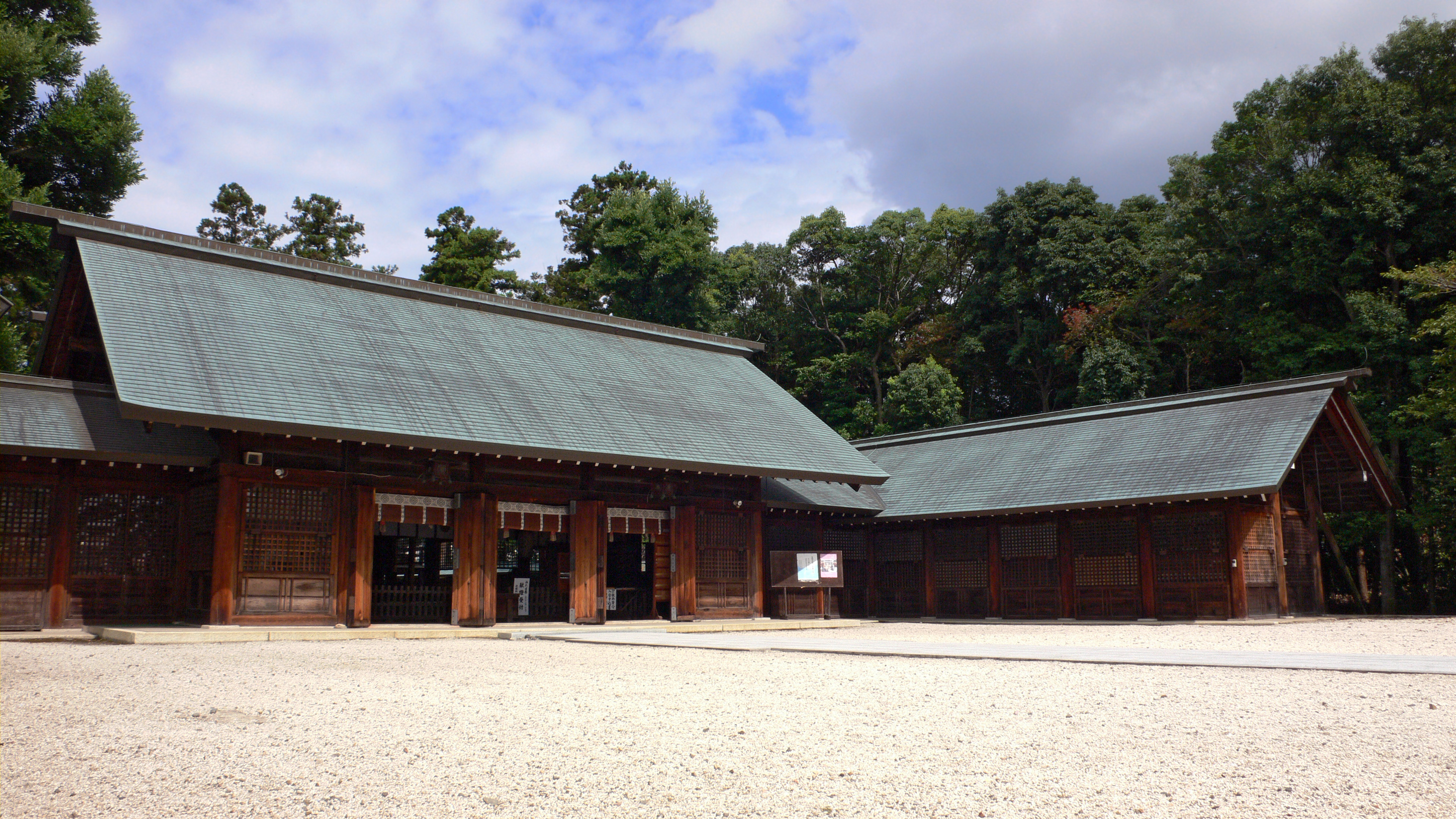
拝殿
- 翼廊
- 滋賀県英霊顕彰館
- 社務所
- 父の像
- 母の像

- 拝殿

## 前後の札所
井伊家ゆかりのふく福めぐり
6 埋木舎　-　7 滋賀縣護國神社　-　8 長寿院（大洞弁財天）